# 城陽区
城陽区（じょうよう-く）は、中華人民共和国山東省青島市に位置する市轄区。膠州湾の北部にかけて広がる。

## 行政区画
下部に8街道を管轄する。
- 城陽街道、流亭街道、夏荘街道、惜福鎮街道、棘洪灘街道、上馬街道、河套街道、紅島街道

## 交通
- 空路：青島流亭国際空港
- 鉄道：膠済線
- 道路：膠州湾高速道路、308国道、204国道、済青高速道路、煙青高速道路、青銀高速道路